# Avern (grup musical)
Avern és una banda de black metal de l'Hospitalet de Llobregat nascuda a finals de l'any 2017 d'exmembres i excomponents de bandes de l'underground barceloní com Tort, Instinto, Execució, Cruz, Una Bestia Incontrolable, Disundead, Holocaust in Your Head, Nosferatu's Subworld, etcètera. Amb la nova formació buscaren centrar-se en la brutícia del death metal de la vella escola, la foscor del black metal, la pesadesa del doom i l'energia del punk. El 2019 publicarien la seva primera demo "Demo 2019" de tres cançons com a prèvia a la publicació el 2 de febrer de 2020 del seu primer àlbum d'estudi "Witch's Eyes".
El 6 d'abril de 2023 publicaren el seu segon àlbum d'estudi "Hell on Earth", en el qual mostraren sonoritats del death, black, doom, rock, punk, i hardcore, una mescla que ells anomenen "metal trenca cranis" o "metal punk" que té influències de Celtic Frost, Sarcófago, Entombed, Cirith Ungol o els més punk Turbonegro, Motörhead, Candlemass i sobretot Bathory. L'art gràfic de l'àlbum aniria a càrrec de l'estudi Brookesia Studio.

## Membres[calcitació]
- E. Bergadà (bateria)
- P. Delgado (guitarra)
- J. Guerrero (veu)
- Letxon (baix elèctric)

## Discografia[calcitació]
Àlbums d'estudi
- Hell on Earth (6 d'abril de 2023)
- Witch's Eyes (2 de febrer de 2020)

Senzills i demos
- Demo 2019 (29 de gener de 2019)
- ELS CARRERS SERAN SEMPRE MONSTRES (18 de novembre de 2022)
- A tribute to Black Sabbath (7 de març de 2021)